# سيد لار (قشلاق أهر)
سید لار (بالفارسية: سیدلر) هي منطقة سكنية تقع في إيران في قسم قشلاق الریفي. يقدر عدد سكانها بـ 73 نسمة .